# Базисный прибор
Базисный прибор — служит для измерения базиса при геодезических работах. Согласно современным стандартам базисный прибор должен обеспечивать измерения с относительной погрешностью не более 1 : 1 000 000.

## История изобретений
Первоначально для измерения базисов употреблялись деревянные планки (жезлы), но так как дерево сильно изменяется от температуры и влажности, то подобное измерение было крайне неточно. Деревянные жезлы со временем были заменены металлическими, и устроены были разные приспособления для определения длины и для последовательной укладки жезлов. Учёный Борда первый предложил изготовлять жезлы из двух разнородных металлических полос. Его прибор состоял из 4 жезлов; каждый жезл был составлен из платиновой и медной полос, скрепленных только на одном конце. Разность длины этих двух полос при разных температурах измерялась нониусом, и этим прямо определялась температура. Таким образом, каждый жезл прибора Борда представлял собой металлический термометр. Базисный прибор Борда применялся во Франции со времен Великой Фр. революции; идеей этого ученого воспользовались также многие позднейшие изобретатели базисных приборов.

## Базисные приборы по странам
В XIX веке базисные приборы начали устраиваться крайне разнообразно, каждое почти европейское государство имело прибор особой системы. Лучшими и самыми практичными приборами, как по простоте устройства, так и по удовлетворительной точности получаемых результатов, в это время являлись базисные приборы В. Струве и Бесселя. Б. пр. Струве, употреблявшийся в Российской империи, состойл из 4 жезлов, каждый в 2 туаза длиной. Температура каждого жезла измеряется 2 ртутными термометрами, которых шарики находятся в углублениях, высверленных в жезлах. Жезлы были снабжены на концах особыми приспособлениями, которые позволяют производить прикосновение двух соседних жезлов без малейшего удара. Этим прибором были произведены измерения всех важнейших базисов в России конца XIX начала XX вв. Подробное описание его было помещено в сочинении В. Струве: «Дуга меридиана между Дунаем и Ледовитым морем». Базисный прибор Бесселя, принятый в Пруссии и устроенный по идее Рейхенбаха, состоит из 4 жезлов, каждый длиной в 2 туаза. Каждый жезл состоит из двух полос, железной и цинковой, с различными коэффициентами расширения, и оканчивается стальными клинообразными остриями. Для измерения небольшого промежутка между конечными остриями соседних жезлов, равно как для измерения разности длины обеих полос, вставлялся особый стеклянный клин, отшлифованный под весьма острым углом. Кроме этих приборов есть много других еще более точных, как, напр., испанский базисный прибор и английский компенсационный прибор. Эти приборы снабжены для наблюдения точности последовательной установки жезлов микроскопами, которые впервые применил для этой цели американец Гасслер. Приборы Струве и Бесселя давали точность до 1/60000 величины базиса, измерение ими производились довольно быстро: в один день можно уложить до 200 жезлов. Испанский и английский приборы давали большую точность, но измерение ими базиса в случае необходимости проходило крайне медленно.

## Современные базисные приборы
Типичный современный базисный прибор состоит из инварных проволок, имеющих шкаловую разметку на концах. Эти шкалы измеряют расстояния между «целики», которые выставляются на штативах на расстояниях в 24 м один от другого. Целики имеют цилиндрическую форму, на их выпуклых верхних основаниях нанесены два взаимно перпендикулярных штриха. Проволока затем натягивается при помощи блоков двумя гирями по 10 кг. При этом её шкалы подводятся к штрихам целиков, после чего на глаз делаются отсчёты до 0,1 мм. Длина прямой линии, соединяющей соответстветствующие штрихи шкалы натянутой гирями проволоки, является предметом измерения. При помощи 3-метрового инварного жезла длина этой линии измеряется особой измерительной установкой, которая получила название компаратор.